# Ampedus koschwitzi
Ampedus koschwitzi е вид бръмбар от семейство Полски ковачи (Elateridae).

## Разпространение
Видът е разпространен в Испания и Италия.